# Roswitha Stadlober
Roswitha Stadlober (* 19. Juni 1963 als Roswitha Steiner in Radstadt, Salzburg) ist eine österreichische Politikerin und ehemalige Skirennläuferin sowie ehemaliges Mitglied des Landtages von Salzburg. Am 13. Oktober 2021 wurde sie zur Präsidentin des Österreichischen Skiverbands (ÖSV) ernannt, als erste Frau in diesem Amt.

## Biografie
Stadlober gehörte unter ihrem Mädchennamen Steiner in den 1980er-Jahren zu den weltbesten Slalomläuferinnen. Anfänglich startete sie auch im Riesenslalom, in dem sie auch ihre ersten Weltcuppunkte mit Rang 13 (mit Startnummer 59) am 12. März 1980 beim Saisonfinale in Saalbach-Hinterglemm gewann. Ihren ersten Weltcupsieg feierte sie am 8. März 1983 im Slalom von Waterville Valley (USA). Diesem Sieg ließ sie in den kommenden Jahren sieben weitere folgen. 1986 gewann sie erstmals den Slalomweltcup dank vier Saisonsiegen in Sestriere, Maribor, Saint-Gervais-les-Bains und in Waterville Valley. Am 26. November 1983 wurde sie Slalomsiegerin bei den nur zum Nationencup zählenden World Series of Skiing in Bormio.
Ihre erste „kleine Kugel“ im Slalom holte sie sich mit ihrem Sieg im letzten Saisonbewerb am 18. März 1986 in Waterville Valley, wobei sie im zweiten Lauf noch von Rang 11 zum Sieg fuhr. Damit kam sie auch – wie Erika Hess – auf 110 Punkte, wies aber vier Saisonsiege auf (Hess hatte zwei)
Bei den Weltmeisterschaften 1987 in Crans-Montana gewann sie im Slalom die Silbermedaille hinter der Schweizerin Erika Hess. Gold lag damals im Rahmen der Möglichkeiten. Sie lag nach dem ersten Lauf mit 1,33 Sekunden Vorsprung voraus, wurde aber im zweiten Lauf von einer entfesselten Hess noch um 0,25 Sekunden abgefangen. In ihrer letzten Saison 1988 war sie nochmals im Slalomweltcup siegreich. In Abwesenheit der wenige Tage zuvor an selber Stelle in der (danach abgebrochenen) Abfahrt gestürzten und mit Innenbandriss im rechten Knie schwer verletzten bisherigen Leaderin Vreni Schneider, führte sie am 6. März beim Slalom in Aspen einen Vierfach-Erfolg für Österreich an; dieser einzige Saisonsieg brachte sie mit 86 Punkten noch auf Platz 1 der Slalomwertung. Anschließend erklärte sie ihren Rücktritt. Ihr letztes Rennen bestritt sie am 27. März 1988 im nur zum Nationencup zählenden Parallelslalom bei Saisonfinale in Saalbach, bei dem sie durch einen Sieg über Brigitte Oertli Dritte wurde.
Am 22. Dezember 1986 wurde sie von den österreichischen Sportjournalisten mit 1617 Stimmen zur Österreichs Sportlerin des Jahres 1986 gewählt.
Roswitha Stadlober ist mit dem ehemaligen Weltklasse-Langläufer Alois Stadlober verheiratet; die Langläuferin Teresa Stadlober ist ihre Tochter, Luis Stadlober ihr Sohn. Für die ÖVP war sie in den Jahren 1999 bis 2004 Sportsprecherin im Salzburger Landtag. Sie ist Gründungsmitglied und Geschäftsführerin des Vereins KADA, der sich mit Laufbahnberatung und Arbeitsintegration für Hochleistungssportler beschäftigt. Bis heute startet sie bei Sport- und Marathonläufen.
Stadlober wurde am 15. Oktober 2021 zur Präsidentin des Österreichischen Skiverbandes ernannt. Bereits nach dem Rücktritt von Karl Schmidhofer als ÖSV-Präsident am 30. September 2021 hatte sie diese Position interimistisch übernommen. Im Jänner 2023 wurde sie zur Präsidentin der Organisation der Alpenländer-Skiverbände (Organisation des fédérations de ski des pays alpins, OPA) gewählt. Im Juni 2024 wurde sie für die Funktionsperiode 2024 bis 2027 als ÖSV-Präsidentin bestätigt.
Unter Präsident Horst Nussbaumer wurde sie im März 2025 Vizepräsidentin des Österreichischen Olympischen Comités (ÖOC).

## Erfolge

### Olympische Spiele
- Sarajevo 1984: 4. Slalom
- Calgary 1988: 4. Slalom

### Weltmeisterschaften
- Schladming 1982: 7. Slalom, 10. Riesenslalom
- Crans-Montana 1987: 2. Slalom

### Weltcupwertungen
Roswitha Steiner gewann zweimal die Disziplinenwertung im Slalom.
| Saison  | Gesamt | Gesamt | Riesenslalom | Riesenslalom | Slalom | Slalom |
| Saison  | Platz  | Punkte | Platz        | Punkte       | Platz  | Punkte |
| ------- | ------ | ------ | ------------ | ------------ | ------ | ------ |
| 1979/80 | 69.    | 3      | 31.          | 3            | –      | –      |
| 1980/81 | 49.    | 13     | 28.          | 5            | 26.    | 8      |
| 1981/82 | 23.    | 58     | 13.          | 28           | 19.    | 30     |
| 1982/83 | 23.    | 60     | –            | –            | 5.     | 70     |
| 1983/84 | 15.    | 91     | 40.          | 1            | 2.     | 100    |
| 1984/85 | 37.    | 31     | –            | –            | 17.    | 32     |
| 1985/86 | 15.    | 110    | –            | –            | 1.     | 110    |
| 1986/87 | 20.    | 62     | –            | –            | 6.     | 74     |
| 1987/88 | 13.    | 87     | –            | –            | 1.     | 87     |

### Weltcupsiege
| Datum             | Ort                     | Land             | Disziplin |
| ----------------- | ----------------------- | ---------------- | --------- |
| 8. März 1983      | Waterville Valley       | USA              | Slalom    |
| 17. Dezember 1983 | Piancavallo             | Italien          | Slalom    |
| 18. März 1984     | Jasná                   | Tschechoslowakei | Slalom    |
| 8. Dezember 1985  | Sestriere               | Italien          | Slalom    |
| 5. Jänner 1986    | Maribor                 | Jugoslawien      | Slalom    |
| 26. Jänner 1986   | Saint-Gervais-les-Bains | Frankreich       | Slalom    |
| 18. März 1986     | Waterville Valley       | USA              | Slalom    |
| 6. März 1988      | Aspen                   | USA              | Slalom    |

## Ehrungen und Auszeichnungen
- 2025: Großer Tiroler Adler-Orden[15]